# Trachyarus parvipennis
Trachyarus parvipennis är en stekelart som beskrevs av Gokhman 2007. Trachyarus parvipennis ingår i släktet Trachyarus och familjen brokparasitsteklar. Inga underarter finns listade i Catalogue of Life.